# ロイコアントシアニジン
ロイコアントシアニジン（英: Leucoanthocyanidin）もしくはフラバン-3,4-ジオール (flavan-3,4-diol) は、アントシアニジンおよびアントシアニンに関連する無色の化合物群である。Anadenanthera peregrina に含有されるほか、Nepenthes burbidgeae, Nepenthes muluensis, Nepenthes rajah, Nepenthes tentaculata, Nepenthes × alisaputrana など、ウツボカズラ属のいくつかの種に含まれる。
ロイコアントシアニジンに分類される化合物として、以下のようなものが挙げられる。
- ロイコシアニジン（英語版）
- ロイコデルフィニジン（英語版）
- ロイコフィセチニジン（英語版）
- ロイコマルビジン（英語版）
- ロイコペラルゴニジン
- ロイコペオニジン（英語版）
- ロイコロビネチニジン
- メラカシジン（英語版）
- テラカシジン[1]

ロイコアントシアニジンは、Matthiola incana（ストック）の花におけるアントシアニジン生合成の中間体であることが示されている。
ベイト＝スミスは1954年、ロイコアントシアニンの単離のためにフォレスタル溶媒を用いることを推奨した。

## 代謝
ロイコシアニジンオキシゲナーゼはフラバン-3,4-ジオールを基質として3-ヒドロキシアントシアニジンを生成する。 モモのゲノムにおいてこの酵素をコードする遺伝子 (PpLDOX) は特定されており、その発現についてはVitis vinifera（ヨーロッパブドウ）における研究がある。